# Nyctemera bijunctella
Nyctemera bijunctella är en fjärilsart som beskrevs av Walker 1866. Nyctemera bijunctella ingår i släktet Nyctemera och familjen björnspinnare. Inga underarter finns listade i Catalogue of Life.